# Уль-Човча
Уль-Човча (Ульчовча) — река в России, течёт по территории Удорского района Республики Коми. Правый приток реки Лоптюга.
Длина реки составляет 33 км.
Течёт по лесной болотистой местности. Впадает в Лоптюгу на высоте 84 м над уровнем моря.

## Данные водного реестра
По данным государственного водного реестра России относится к Двинско-Печорскому бассейновому округу, водохозяйственный участок реки — Мезень от истока до водомерного поста у деревни Малонисогорская. Речной бассейн реки — Мезень.
Код объекта в государственном водном реестре — 03030000112103000046835.